# Phân ngành San hô
Phân ngành San hô (Anthozoa) là một phân ngành động vật không xương sống thủy sinh bao gồm hải quỳ, san hô đá và san hô mềm, thuộc ngành Ngành Thích ty bào (Cnidaria). Các loài trưởng thành hầu hết đều gắn liền vào mặt đáy biển, trong khi ấu trùng của chúng có thể phát tán như một phần của sinh vật phù du. Đơn vị cơ bản của những cá thể trưởng thành là polyp; bao gồm một cột hình trụ đứng đầu bởi một đĩa với miệng trung tâm được bao quanh bởi các xúc tu. Hải quỳ chủ yếu là động vật sống đơn độc, nhưng phần lớn các loài san hô là thuộc địa, được hình thành do sự nảy chồi của polyp mới từ một cá thể sáng lập ban đầu. Các nhóm san hô được tăng cường bởi calci cacbonat và các vật liệu khác, và có các hình dạng lớn, nhìn giống như tấm, bụi rậm hoặc lá.
Anthozoa thuộc ngành Cnidaria, cũng bao gồm sứa, sứa hộp và các loài ký sinh Myxozoa và Polypodiozoa. Hai phân lớp chính của Anthozoa là Hexacorallia, các thành viên có đối xứng sáu lần và bao gồm san hô đá, hải quỳ, hải quỳ ống và zoanthid; và Octocorallia, có đối xứng tám lần và bao gồm san hô và gorgonian mềm (bút biển, quạt biển và roi biển), và pansy biển. Phân lớp nhỏ hơn, Ceriantharia, bao gồm các loài hải quỳ sống trong ống. Một số loài bổ sung cũng được đưa vào như incertae sedis cho đến khi vị trí phân loại chính xác của chúng có thể được xác định.
Chúng là động vật ăn thịt, bắt mồi bằng xúc tu. Nhiều loài bổ sung nhu cầu năng lượng của chúng bằng cách sử dụng tảo đơn bào quang hợp sống trong các mô của chúng. Những loài này sống ở vùng nước nông và nhiều loài là những tay xây dựng rạn san hô. Các loài khác thiếu zooxanthellae, và không cần khu vực có ánh sáng tốt thường sống ở những vùng nước sâu.
Không giống như các thành viên khác của ngành này, chúng không có giai đoạn medusa trong quá trình phát triển của chúng. Thay vào đó, chúng giải phóng tinh trùng và trứng vào trong nước. Sau khi thụ tinh, ấu trùng planula tạo thành một phần của sinh vật phù du. Khi đã phát triển đầy đủ, ấu trùng định cư dưới đáy biển và bám vào chất nền, trải qua quá trình biến chất thành polyp. Một số loài cũng có thể sinh sản vô tính thông qua sự nảy chồi hoặc bằng cách phá vỡ từng mảnh. Hơn 16.000 loài đã được mô tả.

## Phát sinh loài
Anthozoa được chia thành hai lớp Octocorallia và Hexacorallia, là các nhóm đơn ngành và thường có cấu trúc đối xứng 8-chiều và 6-chiều theo thứ tự. Ceriantipatharia từng được cho là nhóm riêng biệt nhưng hai bộ của nó là Ceriantharia và Antipatharia hiện được xem là một phần của Hexacorallia. Các bộ còn sinh tồn được thể hiện bên tay phải.
Hexacorallia bao gồm các loài tạo rạn san hô quan trọng như san hô cứng (Scleractinia), Actiniaria và các họ hàng của nó Ceriantharia, và Zoantharia. Các nghiên cứu di truyền về ribosomal DNA cho thấy Ceriantharia là một nhóm đơn ngành và là nhóm cổ nhất hoặc nhánh cơ sở trong số các bộ.
Octocorallia bao gồm Pennatulacea, san hô mềm (Alcyonacea), và san hô lam (Helioporacea). Gorgonian là một phần của Alcyonacea và chúng từng được chia thành các bộ riêng biệt.

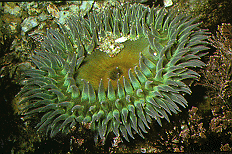
Giant green anemone, có thể là Anthopleura xanthogrammica, miền nam California

Nhiều bộ san hô tuyệt chủng đã được phân loại dựa trên khung xương calci của chúng từ các hóa thạch. Chúng được cho là có quan hệ gần với tổ tiên của các loài Scleractinia hiện đại và đã từng tồn tại trong suốt Đại Cổ sinh 570–245 triệu năm trước:
- Numidiaphyllida †
- Kilbuchophyllida †
- Heterocorallia †
- Rugosa †
- Heliolitida †
- Tabulata †
- Cothoniida †
- Tabuloconida †